# Green Gully Soccer Club
Green Gully SC es un club de fútbol de Australia, situado en Melbourne en el estado de Victoria. Fue fundado en el 1955. Green Gully es uno de los clubes más grandes de Melbourne. Posee 9 veces el título de "Campeón de Liga" de la segunda división australiana, ahora conocida como National Premier League. Además, formó parte de la antigua primera división llamada National Soccer League, actualmente desaparecida después de la creación de la A-League. Green Gully compite actualmente en la National Premier League (NPL) de Australia.

## Historia
La inclusión del dragón en el escudo del FC Bendigo tiene muchos significados. El dragón chino tiene una fuerte influencia en la historia de Bendigo. El escudo incorpora los colores tradicionales de la ciudad de Bendigo, el amarillo que representa el oro y el azul.

## Estadio
Green Gully disputa sus partidos como local en el complejo 'Green Gully Reserve, un campo con capacidad para 10.000 personas que se sitúa en Keilor Downs.